# Vanguard Records
Vanguard Records — звукозаписывающий американский независимый лейбл, основанный в 1950 году.

## История лейбла
История лейбла начинается в 1950-м году, когда два брата, Сеймур и Мейнард Соломоны, вложили в новое дело первые 10 000 долларов. Как отмечает обозреватель Всеволод Баронин, момент для запуска новой музыкальной площадки выбран очень вовремя — именно тогда, спустя каких-то два года, появляются долгоиграющие пластинки с «запредельным» на тот момент качеством звучания. Первыми выпущенными релизами стали пять кантат Баха. В 1953-м на фоне первых успехов, лейбл начал расширяться из ориентированного на классику в другие жанры. В то время издаётся серия Jazz Showcase, начинается работа с фолк-музыкантами, такими как The Weavers. В 60-е жанровый диапазон расширился блюзом, гаражным роком и танцевальной музыкой. Тогда же начался выпуск переизданий.

## Сублейблы
- Bach Guild (классическая музыка)
- Jazz Showcase (джаз)
- Vanguard Sessions Series (архивные записи)
- The Generations Series (сборники фолк-музыки, блюза и блюграсса)
- The Vanguard Jazz Showcase (джазовые записи 1953—1958 гг.)[1]

## Основные артисты
- Tab Benoit
- Country Joe & The Fish
- The Dillards
- John McEuen
- Paul Kelly
- Terry Radigan
- Mark Selby
- Livingston Taylor
- Ian Tyson
- The Weavers[1]